# José Cobo Cano
Mons. José Cobo Cano (* 20. září 1965, Sabiote, Andalusie) je španělský římskokatolický duchovní, arcibiskup madridský a kardinál. 

## Život
Do semináře vstoupil po univerzitních studiích civilního práva na Universidad Complutense de Madrid, vysvěcen byl v roce 1994 a byl inkardinován do madridské diecéze. Působil v pastoraci a pokračoval ve studiích sociální morálky na Papežské univerzitě Comillas. ROku 2015 se stal biskupským vikářem, roku 2017 byl jmenován titulárním biskupem diecéze Beatia a pomocným biskupem v madridské arcidiecézi. Dne 12. června 2023 přijal papež František rezignaci kardinála Osory Sierry na post madridského arcibiskupa a jmenoval jeho nástupcem Josého Cobo Cana.
Dne 9. července 2023 na závěr modlitby Anděl Páně oznámil papež František, že jmenuje 21 nových kardinálů, mezi nimi také Mons. Coba Cana. V konzistoři dne dne 30. září 2023 jej také skutečně kreoval.